# Aracynthus loicmatilei
Aracynthus loicmatilei är en insektsart som beskrevs av Thierry Bourgoin och Soulier-perkins 2001. Aracynthus loicmatilei ingår i släktet Aracynthus och familjen lyktstritar. Inga underarter finns listade i Catalogue of Life.